# Everon Pisas
Everon Pisas (nacido el 13 de octubre de 1994 en Willemstad, Curazao) es un futbolista profesional curazoleño que juega actualmente para el ACS Poli Timișoara de la Primera División del fútbol de Rumania, se desempeña en el terreno de juego como delantero.

## Clubes
| Club               | País         | Año           |
| ------------------ | ------------ | ------------- |
| FC Dordrecht       | Países Bajos | 2013–2015     |
| ACS Poli Timișoara | Rumania      | 2016–Presente |